# اوریپه
اوریپَه (به فنلاندی: Oripää) یک منطقهٔ مسکونی در فنلاند است که در جنوب غرب فنلاند واقع شده‌است.